# 66/67 – Fairplay war gestern
66/67 – Fairplay war gestern ist ein deutscher Spielfilm aus dem Jahr 2009. Der Film handelt von einer Clique gewaltbereiter Fußballfans im Umfeld von Eintracht Braunschweig.

## Handlung
Die Handlung des Films spielt sich im Mai 2008 ab, zu diesem Zeitpunkt kämpft – wie es auch in Wirklichkeit passierte – Eintracht Braunschweig um den Klassenerhalt in der Regionalliga Nord, droht die Qualifikation für die neue 3. Liga zu verpassen und somit in der fußballerischen Bedeutungslosigkeit zu versinken. Mit einer Rückblende beginnt der Film rund um eine sechsköpfige Hooligan-Gruppe der Eintracht, deren Mitglieder Probleme haben, ihr bürgerliches Leben mit ihrer Leidenschaft für Fußball und Schlägereien in Einklang zu bringen. Im Film werden auch die einzelnen Probleme der sechs jungen Männer näher interpretiert wie bei Florian, dem Anführer, welcher als Aufpasser der Gruppe fungiert, wie bei Tamer, der um den Erhalt seiner Kneipe „66/67“, die als Treffpunkt der Truppe gilt, und um seinen todkranken Vater kämpfen muss oder wie bei Henning, welcher mit seinem Beruf als Polizist unzufrieden ist.
Florian selbst hat eine Beziehung mit Tamers Schwester, der attraktiven Schauspielerin Özlem, welche ihm vorschlägt nach Berlin zu ziehen, er dies aber ablehnt, da er sich zu sehr an Braunschweig gebunden fühlt. Eines Nachts brechen vier der sechs Mitglieder der Gruppe in das Eintracht-Stadion ein, um die Kopie der Deutschen Meisterschale zu stehlen, um damit ihren Kumpel Christian zu überraschen, der seiner Freundin Mareille einen Heiratsantrag bei einem Heimspiel im Stadion machen will. Dabei werden sie ausgerechnet von Christian, welcher als Wachmann bei der Braunschweiger Wach- und Schließgesellschaft arbeitet, überrascht und fliehen. Christian stellt darauf wutentbrannt Florian, der beim Einbruch nicht dabei war, vor seiner Wohnung zur Rede, welcher ihn aber letztendlich beruhigen kann. Anschließend erzählt dieser Florian anhand eines Notizbuches von seinen Plänen für die Zukunft.
Schließlich kommt es zur Überraschung bei einem Heimspiel der Eintracht im Stadion, wo alle Mitglieder (bis auf Otto, dessen Stadionverbot am Eingang aufgeflogen war) die ahnungslose Mareille durch Christians Heiratsantrag überraschen wollen. Diese Überraschung geht gründlich schief, als Mareille vor der großen Kulisse verschwindet und somit die Trennung besiegelt. Christian zieht sich nach dieser Enttäuschung deprimiert in den Hintergrund zurück.
Die Gruppe erhält anschließend einen Anruf von rivalisierenden Hooligans von Hannover 96, die sich auf einem Rastplatz nahe Lehrte mit einer Schlägerei duellieren wollen. Florian überredet Christian, der sich zunächst aufgrund seiner privaten Situation von einem Dach stürzen wollte, dabei mitzumachen. Angekommen am Rastplatz, erhält die Gruppe per Anruf die Nachricht vom Rückzug der Hannoveraner. Frustriert legen sie sich mit einer anderen, unbeteiligten und in Rot gekleideten Fangruppierung an, die gerade am Rastplatz weilt, schlagen diese brutal zusammen und fliehen schließlich. Florian sucht danach umgehend Özlem in Berlin auf, welche ihm sein kindisches Verhalten an den Kopf wirft und es zum endgültigen Bruch zwischen den beiden kommt, nachdem sie zuvor schon aus seiner Wohnung flog, da sie beim Durchstöbern seiner Wohnung ein Diplom von ihm fand, welches er ihr bewusst verschwiegen hatte.
Am nächsten Morgen findet Henning an seinem Arbeitsplatz eine Vermisstenanzeige von Mareille. Zudem fliegt er als einer der Einbrecher ins Eintracht-Stadion auf, da sein Vater, selber sein Vorgesetzter, ein von ihm entwendetes Porträt von Paul Breitner aus dem Stadion in seinem Spind findet und ihn deshalb vom Dienst suspendiert. Henning benachrichtigt die Jungs vom Verschwinden Mareilles und bringt Christian damit in Verbindung, der zuletzt nichts von sich hat hören lassen. In einer Laube im Schrebergarten von Christians Schwiegereltern findet Florian schließlich die von Christian sadistisch gequälte und verletzte Mareille.
Die Rückspanne endet schließlich und geht in die Trauerfeier von Tamers Vater Ahmet in der Kneipe „66/67“ über, wo alle anwesend sind. Florian versucht Özlem nochmal zum Bleiben zu überreden, allerdings erfolglos. Überglücklich erfahren Florian und Otto an einer Straßenecke anhand feiernder Fans, dass die Eintracht doch noch den Klassenerhalt geschafft hat. Mit einem Drogentrip, der die beiden wie schon während des Films wieder nach Istanbul führt, endet der Film.

## Produktion und Filmstart
66/67 ist eine Produktion von Frisbeefilms und Jetfilm in Koproduktion mit der ZDF-Reihe Das kleine Fernsehspiel und Arte. Gedreht wurde im Juli und August 2008 zu großen Teilen in Braunschweig, darunter an vielen Originalschauplätzen der dortigen Fankultur, wie zum Beispiel dem Eintracht-Stadion sowie in dessen direktem Umfeld Schwarzer Berg. Weitere Drehorte waren Wolfsburg, Berlin und Istanbul.
Der Film wurde am 27. September 2009 beim Zurich Film Festival uraufgeführt. Am 10. November 2009 wurde er während des immer im November stattfindenden Filmfests zum ersten Mal in Braunschweig gezeigt. Am 19. November 2009 lief er mit 25 Kopien in den deutschen Kinos an, wo er etwa 11.000 Zuschauer erreichte. Am 29. Januar 2011 wurde er auf ARTE erstmals im Fernsehen gezeigt.

## Kritiken
Das Lexikon des internationalen Films urteilt: „Ein dramaturgisch stimmig entwickelter Ensemblefilm, der durchaus die Faszinationskraft des am Fußball nur oberflächlich festgemachten Zusammengehörigkeitsgefühls zu vermitteln weiß, aber auch zeigt, welche Verdrängungsmechanismen durch die martialische Gruppendynamik am Leben erhalten werden.“
Tomasz Kurianowicz nennt den Film in der FAZ „herausragend“ und stuft ihn „als einen der wenigen und wichtigen deutschen Generationenfilme der Gegenwart“ ein. Dabei lobt er neben den Darstellern auch Drehbuchautor bzw. Regisseur und vergleicht das Filmende mit Flauberts Erziehung des Herzens.

## Auszeichnungen
66/67 – Fairplay war gestern gewann das Goldene Auge als bester Film im deutschsprachigen Spielfilmwettbewerb des Zurich Film Festival 2009 und war für den Grimme-Preis 2012 nominiert.

## Weiteres
- Der Titel „66/67“ ist eine Anspielung auf den bislang einzigen Gewinn der deutschen Fußball-Meisterschaft von Eintracht Braunschweig in der Bundesligasaison 1966/67.
- Eine ähnliche Geschichte aus dem Fußballfan- und Hooliganumfeld erzählen jeweils die deutschen Produktionen Nordkurve und Schicksalsspiel, sowie die Filme The Football Factory und Hooligans aus England.